# جمال معروف
جمال معروف (ولد في عام 1975 في دير سنبل) هو قائد  سوري نشط خلال الحرب ضد نظام الأسد، وكان من أقوى قادة الثوار في شمال سوريا خلال المراحل الأولى من النزاع. وهو القائد العسكري لجبهة ثوار سوريا وقائد كتائب شهداء سوريا، وكلاهما جزء من الجيش السوري الحر.

## السيرة الذاتية
قبل الانتفاضة الشعبية ضد الحكومة السورية، كان جمال معروف عامل بناء. كان من أول من حمل السلاح في محافظة إدلب ضد حكومة الأسد. ودعا في وقت لاحق إلى طرد العلويين في جميع أنحاء محافظة حلب. قام جمال معروف بإنشاء كتائب شهداء سوريا في ديسمبر 2011، وفي وقت لاحق جبهة ثوار سوريا، بتمويل من السعودية. واتهمت جبهة ثوار سوريا بالفساد وبجمع الخبز لرفع الأسعار في المناطق الخاضعة لسيطرتها، مما دفع جبهة النصرة التابعة للقاعدة إلى الهجوم عليها. ثم فر معروف إلى تركيا بعد أن هزمت جبهة النصرة قواته في أواخر عام 2014.